# Méridien
Pour les articles homonymes, voir Méridien (homonymie).

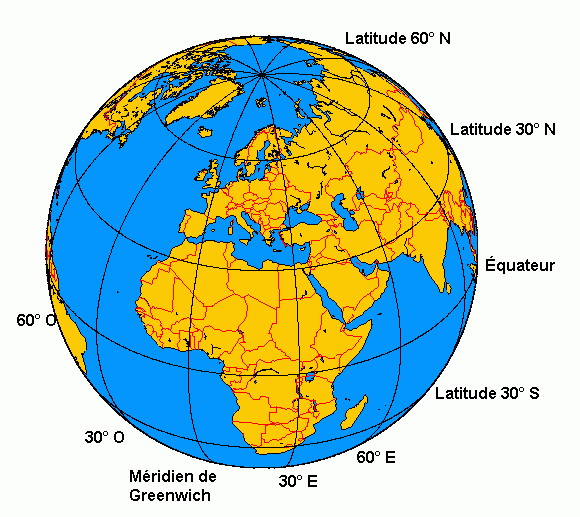
Chaque méridien géographique part d'un pôle pour aboutir à l'autre.

En géographie, un méridien est une demi-ellipse imaginaire tracée sur le globe terrestre reliant les pôles géographiques. Tous les points de la Terre situés sur un même méridien ont la même longitude. On parle également d'arc de méridien entre deux points ayant une latitude différente.
En astronomie, un méridien est un grand cercle imaginaire tracé sur la sphère céleste, passant par les pôles célestes. L'ascension droite, par exemple, est repérée par les méridiens célestes. Le méridien, ou plan méridien, d'un lieu est un grand cercle de la sphère céleste passant par le pôle céleste, le zénith et le nadir du lieu. À midi solaire, le Soleil est dans le plan méridien.

## Étymologie
Le mot « méridien » provient (par dérivation savante) du latin meridies (« midi ») car il est midi (solaire vrai) en même temps en tous les points d'un méridien.

## Propriétés

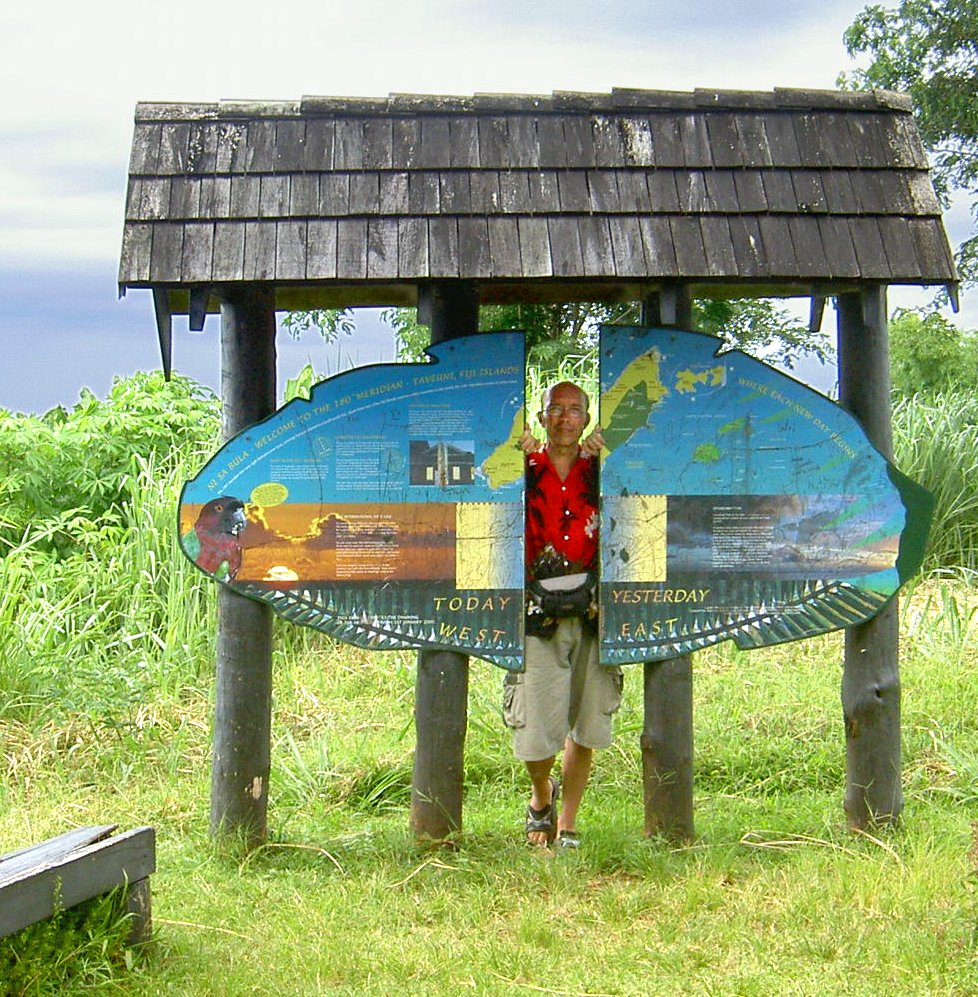
Le 180e méridien aux Fidji, dont la trajectoire se confond à cet endroit avec la ligne de changement de date.

Les méridiens et les parallèles se coupent toujours à angle droit,,. Par ailleurs, les méridiens ont tous la même longueur égale à 20 003,931 5 km. Les méridiens sont des demi-ellipses et, comme géodésiques, représentent également les plus courtes distances entre deux de leurs points.
Par convention, il existe sur Terre 360 méridiens séparés par un degré d'arc.
Au niveau de l'équateur terrestre, la distance entre deux méridiens est égale à 1/360e partie de la longueur de l'équateur, soit approximativement  111,3 kilomètres. En s'éloignant de l'équateur, cet écart diminue. Il est égal à la 1/360e partie de l'équateur multipliée par le cosinus de la latitude. Ainsi, à 45 degrés de latitude, la distance entre deux méridiens est égale à  111,3 kilomètres multipliés par le cosinus de 45 degrés, soit 0,707, ce qui fait approximativement 78,7 kilomètres. À 60 degrés de latitude, l'écart entre deux méridiens passe à 55,7 kilomètres, le cosinus de cette latitude étant égal à 0,5. Aux pôles géographiques, la distance entre les méridiens est nulle puisqu'ils y convergent (cos 90° = 0).

### Fuseaux horaires
Un fuseau horaire est une portion de la surface du globe, limitée par deux méridiens que séparent 15° de longitude. Puisqu'un jour solaire fait 24 heures, vingt-quatre fuseaux horaires se répartissent sur 360°. Au niveau de l'équateur chaque fuseau horaire a une largeur égale au quotient de la division de 40 075 km par 24, soit approximativement 1 670 km. Cette largeur diminue progressivement jusqu'à devenir nulle aux pôles.

### Mille marin
Le mille marin a été défini comme la longueur moyenne d'une minute d'arc de méridien ; il  vaut 1 852 m.

### Méridien d'origine

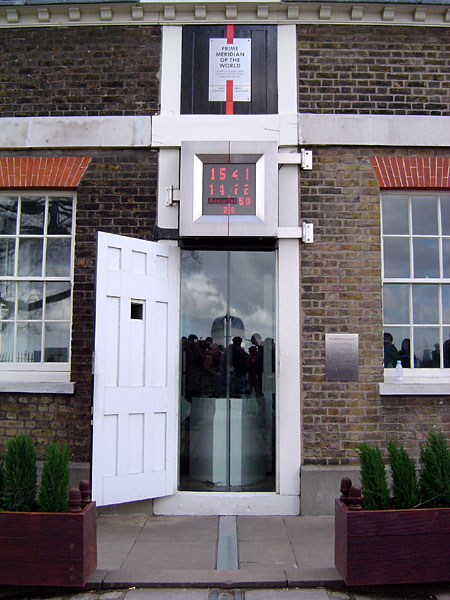
Matérialisation du « méridien d'origine » à l'observatoire de Greenwich.

Si les latitudes peuvent être mesurées à partir de l'équateur, il n'existe pas de référence naturelle équivalente pour fixer l'origine des longitudes. Il est donc nécessaire de définir un méridien d'origine, dont les points ont par définition une longitude égale à zéro.
Actuellement, le méridien d'origine pour la plupart des systèmes géodésiques se trouve à proximité du méridien de Greenwich qui passe par l'observatoire de Greenwich, en Angleterre. Jusqu'au début du XXe siècle, différents pays utilisèrent d'autres méridiens d'origine comme le méridien de Paris en France (02° 20' 14,025" E), le méridien de Berlin en Allemagne (13° 24' E), le méridien de Tolède en Espagne ou le méridien d'Uppsala en Suède.
En France, le roi Louis XIII prescrivit par ordonnance en 1634 que le premier méridien serait celui dit de l'Île de Fer (aujourd'hui île d'El Hierro dans l'archipel des îles Canaries), arbitrairement situé à 20°00'00" à l'ouest du méridien de Paris. Cette localisation permettait d'obtenir une longitude positive pour toutes les terres européennes et a été longtemps suivie par plusieurs autres pays.
Choisir un méridien d'origine de longitude 0° implique l'existence d'un antiméridien, situé à l'opposé sur le globe. La ligne de changement de date suit cet antiméridien sur la majeure partie de sa longueur.

### Méridien et définition du mètre
La première définition du mètre a été édictée par le décret de l'Assemblée Nationale du 30 mars 1793. Il représentait le dix-millionième de la longueur du quart du méridien terrestre de l'époque, qui était alors considéré comme faisant le tour de la Terre. Cette longueur est d'abord approximative car la référence doit encore être mesurée. Jean-Baptiste Joseph Delambre et Pierre Méchain s'attèlent à la mesure de la distance entre Dunkerque et Barcelone, et après la publication de leur rapport, le mètre étalon est définitivement fixé par la loi du 19 frimaire an VIII de la République (10 décembre 1799) :
« ART . Ier
La fixation provisoire de la longueur du mètre, à trois pieds onze lignes quarante-quatre centièmes, ordonnée par les lois des Ier août 1793 et 18 germinal an III, demeure révoquée et comme non avenue. Ladite longueur, formant la dix-millionième partie de l'arc du méridien terrestre compris entre le pôle nord et l'équateur, est définitivement fixée, dans son rapport avec les anciennes mesures, à trois pieds onze lignes deux cent quatre-vingt-seize millièmes. »

### Méridien magnétique
C'est un méridien particulier passant par les pôles magnétiques.

### Frontières
Certaines frontières entre pays ou régions ont été déterminées par des méridiens, bien que le cas soit moins fréquent que pour les parallèles. En partant vers l'est depuis le méridien de Greenwich, on peut noter :
- 20e méridien est : partie de la frontière entre la Namibie et l'Afrique du Sud et le Botswana ;
- 129e méridien est : frontière entre l'Australie de l'Ouest, le territoire du Nord et l'Australie du Sud ;
- 138e méridien est : frontière entre le territoire du Nord et le Queensland (Australie) ;
- 141e méridien est : frontière entre l'Australie du sud, le sud du Queensland, la Nouvelle-Galles du sud et l’État de Victoria (Australie) ;
- 141e méridien ouest : frontière entre l'ouest du Canada, le Yukon, avec l'Alaska à partir du mont Saint-Elias et au nord de ce sommet jusqu'à l'océan Arctique ;
- 120e méridien ouest : frontière entre le Nevada et le nord de la Californie, au sud 42e parallèle nord ;
- 109e méridien ouest : frontière entre le Colorado et l'Utah entre les 37e et 41e parallèles nord et entre le Nouveau-Mexique et l'Arizona au sud du 37e parallèle nord. L'intersection du 109e méridien ouest et du 37e parallèle nord à Four Corners est l'unique point où quatre États se touchent ;
- 102e méridien ouest : frontière entre le Manitoba et la Saskatchewan et partie de la frontière entre le Nunavut et les Territoires du Nord-Ouest, au Canada ;
- historiquement la ligne de Tordesillas, située par 46° 37' ouest, a servi à partager les terres encore non explorées par les Européens entre l'Espagne et le Portugal lors de la signature du traité de Tordesillas en 1494.